# Toyota F1 Team
Pour les articles homonymes, voir Toyota (homonymie).
Panasonic Toyota Racing, initialement dénommée Toyota F1 Team, est une ancienne branche de Toyota Motorsport GmbH, dépendante  de Toyota Motorsport, filiale sportive du constructeur automobile japonais Toyota. Panasonic Toyota Racing a été engagée en championnat du monde de Formule 1 entre 2002 et 2009.
Au cours de sa participation en Formule 1, Toyota fournit également ses moteurs à d'autres écuries. Jordan en 2005, Midland en 2006, et Williams entre 2007 et 2009, en furent équipées, signant quatre podiums.

## Histoire de l'écurie

### La naissance de l'écurie
Après les 24 Heures du Mans, Toyota annonce son engagement en Formule 1 en 1999 afin de rajeunir son image. Hiroshi Okuda, le président de Toyota, déclare : « Grâce à la Formule 1, nous voulons promouvoir le plaisir de conduire, en pensant surtout aux jeunes ». André de Cortanze, directeur technique de Toyota Motorsport en endurance, se voit confier la direction technique. En août 2000, Toyota officialise l'arrivée des pilotes Mika Salo et Allan McNish.
En février 2001, Michelin annonce fournir les pneumatiques de l'écurie japonaise.
Le 23 mars, Ove Andersson présente la Toyota TF101, la première Formule 1 du constructeur qui va servir aux essais privés durant la saison. En mai, Toyota remplace André de Cortanze par Gustav Brunner, en provenance de la Scuderia Minardi,. Début juillet 2001, Panasonic devient le sponsor principal de Toyota.

### 2002-2004: les débuts

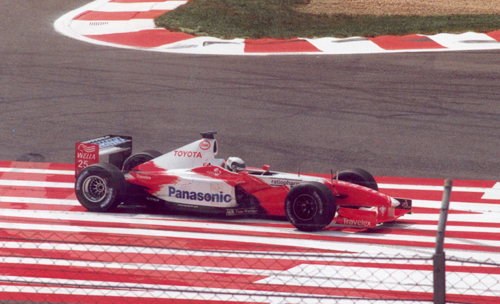
Allan McNish au volant de la TF102

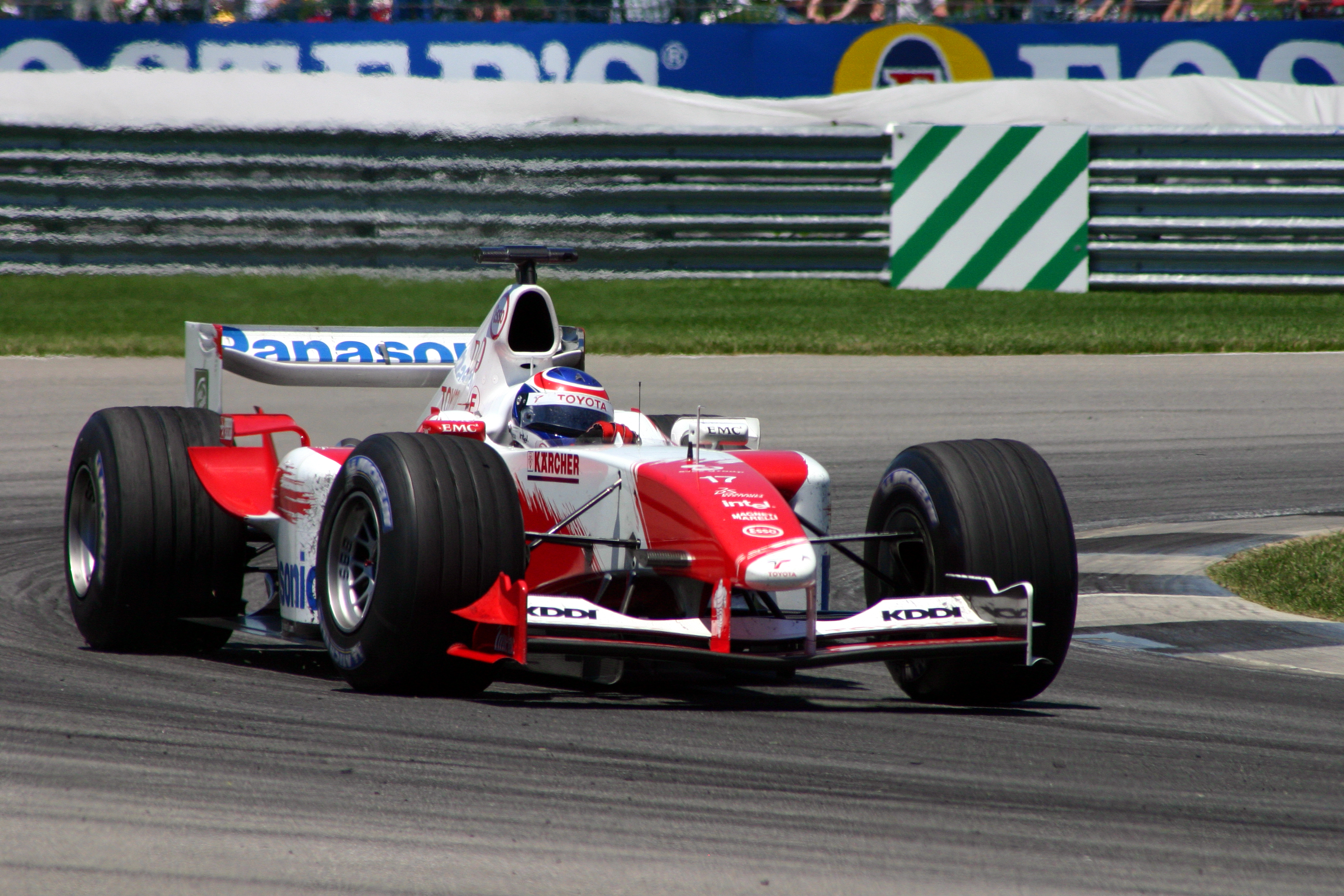
Olivier Panis réalise la meilleure performance de Toyota lors de la saison 2004 aux États-Unis

Toyota réalise ses débuts en Formule 1 en 2002. Ses pilotes sont Mika Salo et Allan McNish. Profitant d'un carambolage, Mika Salo inscrit un point dès le premier Grand Prix, à Melbourne. Il confirme à Sepang où il s'élance dixième et roule parmi les huit premiers avant un souci technique qui le fait chuter au douzième rang. À Interlagos, il inscrit un second point. La suite est plus difficile malgré quelques belles performances comme à Monaco où les voitures occupent la cinquième ligne. McNish détruit sa voiture et se blesse lors des qualifications de Suzuka et ne prend pas part à la dernière course de la saison tandis que Salo termine huitième. Pour sa première saison, Toyota termine dixième avec deux points, à égalité avec Minardi. À l'intersaison, Toyota se sépare de ses deux pilotes.
En 2003, Olivier Panis et Cristiano da Matta sont promus titulaires. La TF103, directement inspirée de la Ferrari F2002, marque une grosse évolution. Les résultats ne progressent pourtant pas, notamment à cause de problèmes de fiabilité. Toyota réalise quelques performances notables avec la sixième place de da Matta en Espagne et Panis terminant cinquième devant le Brésilien en Allemagne. À Silverstone, l'écurie réalise ses premiers tours en tête en Formule 1 grâce à da Matta. Toyota termine huitième du championnat. À la fin de la saison, le directeur technique Ove Andersson est remplacé par Mike Gascoyne en provenance de Renault F1 Team.
Début 2004, Toyota reste nettement le dernier des trois grands constructeurs présents derrière Ferrari et Renault. Mike Gascoyne, arrivé trop tard pour avoir une incidence sur la TF104, apporte des évolutions à chaque Grand Prix mais les performances ne décollent pas. Durant l'été, le directeur sportif Ange Pasquali, le responsable de la recherche Norbert Kreyer et le pilote Cristiano Da Matta, malgré sa sixième place à Monaco, sont renvoyés. Ricardo Zonta remplace son compatriote, puis Jarno Trulli, tout juste débarqué de chez Renault, arrive en fin de saison,. Toyota n'a pas pu faire mieux qu'une cinquième en course avec Olivier Panis aux États-Unis, et stagne à la huitième place du championnat, avec moins de points qu'en 2003.

### 2005: montée en puissance et arrivée du moteur client

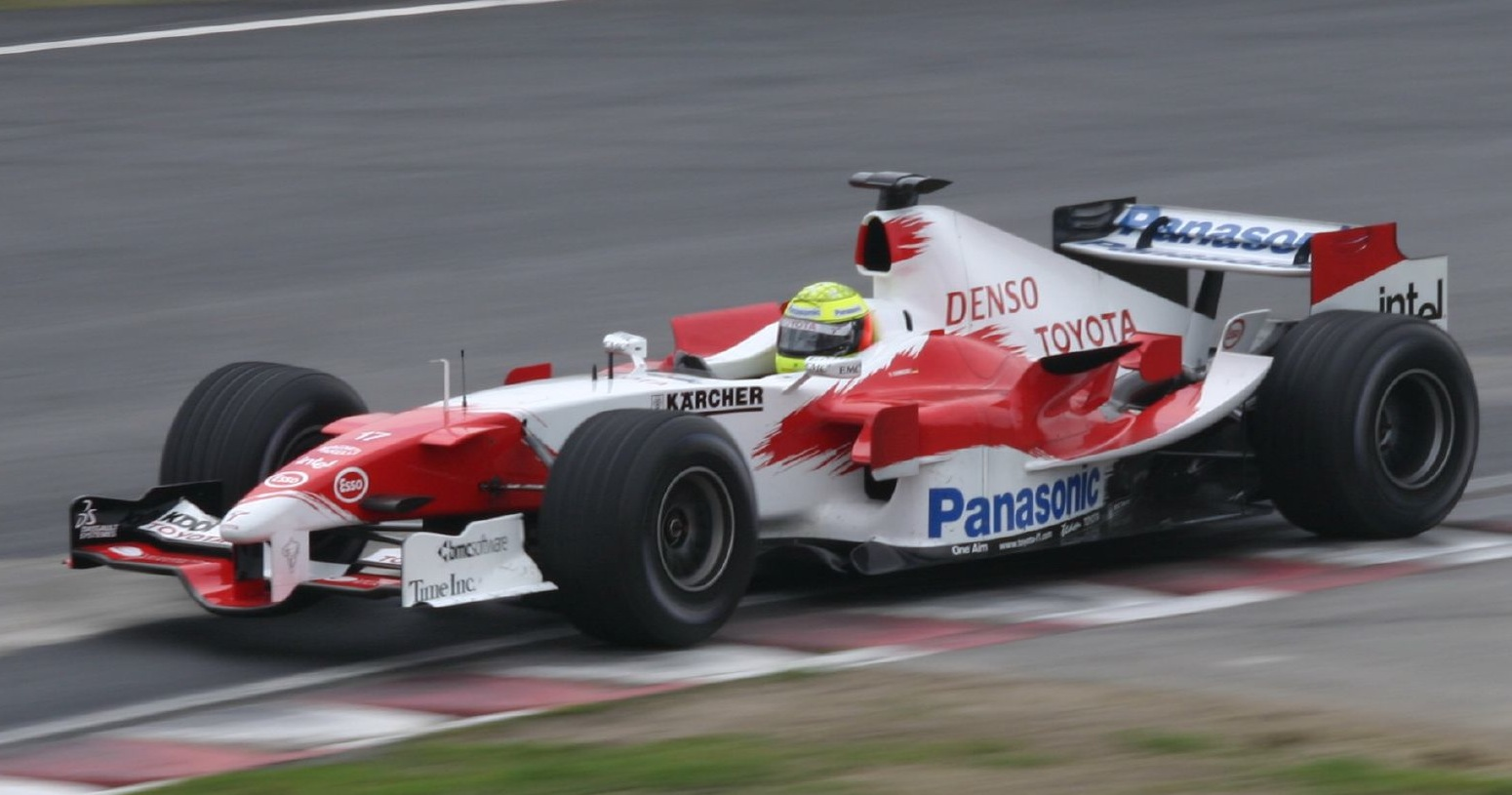
Ralf Schumacher au Grand Prix du Canada 2005

En 2005, Ralf Schumacher devient le coéquipier de Jarno Trulli et la TF105 est entièrement conçue sous la direction de Mike Gascoyne. Les performances s'améliorent nettement malgré un score vierge en Australie, Trulli finissant neuvième et Ralf Schumacher douzième. Dès la Malaisie, Trulli obtient le premier podium de Toyota en Formule 1 avec la deuxième place tandis que Ralf Schumacher est cinquième. À Bahreïn, Trulli est deuxième et Schumacher, quatrième. Après trois Grands Prix, Toyota a inscrit 25 points, mieux que ses 16 points de sa meilleure saison en 2003, et occupe la deuxième place du championnat des constructeurs, à onze points de Renault. Si les performances sont plus modestes à Saint-Marin avec la cinquième place de Trulli, Toyota obtient un nouveau podium à Barcelone, Trulli  finissant troisième devant son coéquipier, permettant à Toyota de consolider sa deuxième place avec 40 points, et de rester au contact de Renault.
Les trois Grands Prix suivants, Toyota ne fait pas mieux que sixième en course et est reléguée à la quatrième place après le Grand Prix du Canada, huitième manche de la saison, quand Renault, toujours leader avec 76 points, s'est échappée.
À Indianapolis, où Jarno Trulli réalise la première pole position de l'écurie,, Ralf Schumacher est victime d'un gros accident en essais libres à cause de la soudaine crevaison de son pneu arrière gauche, ce qui incite le manufacturier Michelin à retirer toutes ses voitures. Le doublé des Ferrari, une des trois écuries équipées de Bridgestone, fait reculer l'écurie japonaise à la cinquième place du championnat. Toyota ne se montre plus à la hauteur de son début de saison, hormis en Hongrie où Schumacher termine troisième devant Trulli, et en Chine, où Schumacher finit à nouveau troisième. Si le pilote allemand obtient la pole position au Japon, il termine huitième, loin du vainqueur Kimi Räikkönen. Toyota termine la saison à la quatrième place du championnat, avec 88 points, réalisant ainsi sa meilleure saison en Formule 1.
Cette saison 2005 a également permis à Toyota de fournir ses moteurs à une autre écurie, Jordan Grand Prix, qui a notamment obtenu un podium avec son pilote Tiago Monteiro aux États-Unis.

### 2006-2007: léger déclin

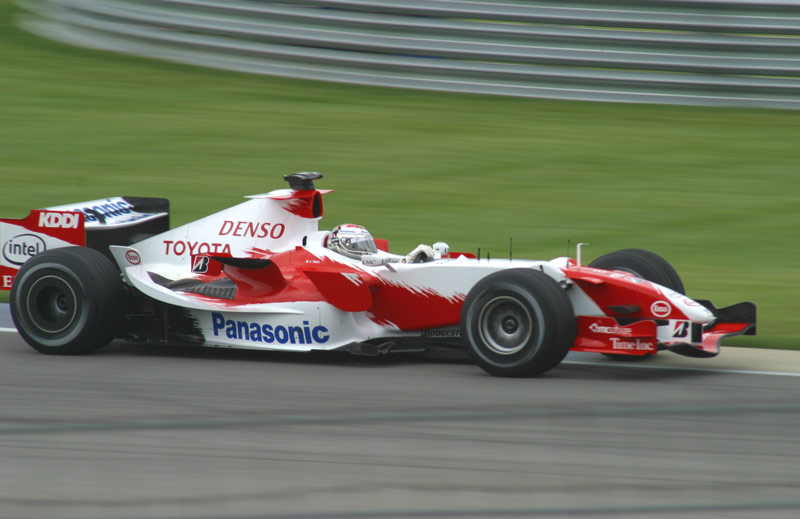
Jarno Trulli au Grand Prix des États-Unis 2006

En 2006, alors que Toyota passe aux pneumatiques Bridgestone, la TF106 n'est pas performante. Les premières courses sont calamiteuses et seule une hécatombe permet à Ralf Schumacher de monter sur le podium à Melbourne. En conséquence, Mike Gascoyne est renvoyé, et est remplacé par Pascal Vasselon et Luca Marmorini,, tandis qu'une TF106B est mise en chantier. Elle débute à Monaco, mais après huit Grands Prix, Toyota ne pointe qu'en septième position avec huit points inscrits par Ralf Schumacher.
Les pneus Bridgestone progressent durant l'été, ce qui permet à Trulli d'inscrire des points et à l'écurie de réaliser des performances encourageantes comme deux quatrièmes places consécutives aux États-Unis et en France, et les places de sixième et septième à Suzuka. Toyota termine sixième, avec 35 points, très en dessous des performances de l'année précédente.
Toyota fournit son moteur à l'écurie russe Midland F1 Racing, issue du rachat de Jordan. L'écurie ne parvient pas à inscrire le moindre point durant la saison et termine dixième.
En 2007, Pascal Vasselon, ancien de Michelin, devient le directeur technique. La TF107 n'est qu'une évolution de sa devancière et son aérodynamique paraît nettement insuffisante. Le début de saison semble encourageant avec trois entrées dans les points en trois courses dont deux septièmes places consécutives en Malaisie et à Bahreïn. Toyota rentre rapidement dans le rang et n'inscrit des points qu'à quatre autres reprises sur les quatorze Grands Prix restants. La sixième place de Jarno Trulli aux États-Unis et celle de Ralf Schumacher en Hongrie sont les meilleurs résultats. Toyota conclut sa première saison sans podium depuis 2004 à la sixième place au championnat avec 13 points en profitant de l'exclusion de McLaren.
Le bloc Toyota équipe l'écurie Williams F1 Team,, qui, grâce notamment à un podium d'Alexander Wurz au Grand Prix du Canada, se classe quatrième au championnat constructeurs, se plaçant ainsi devant l'écurie d'usine.

### 2008-2009: le renouveau, puis le départ

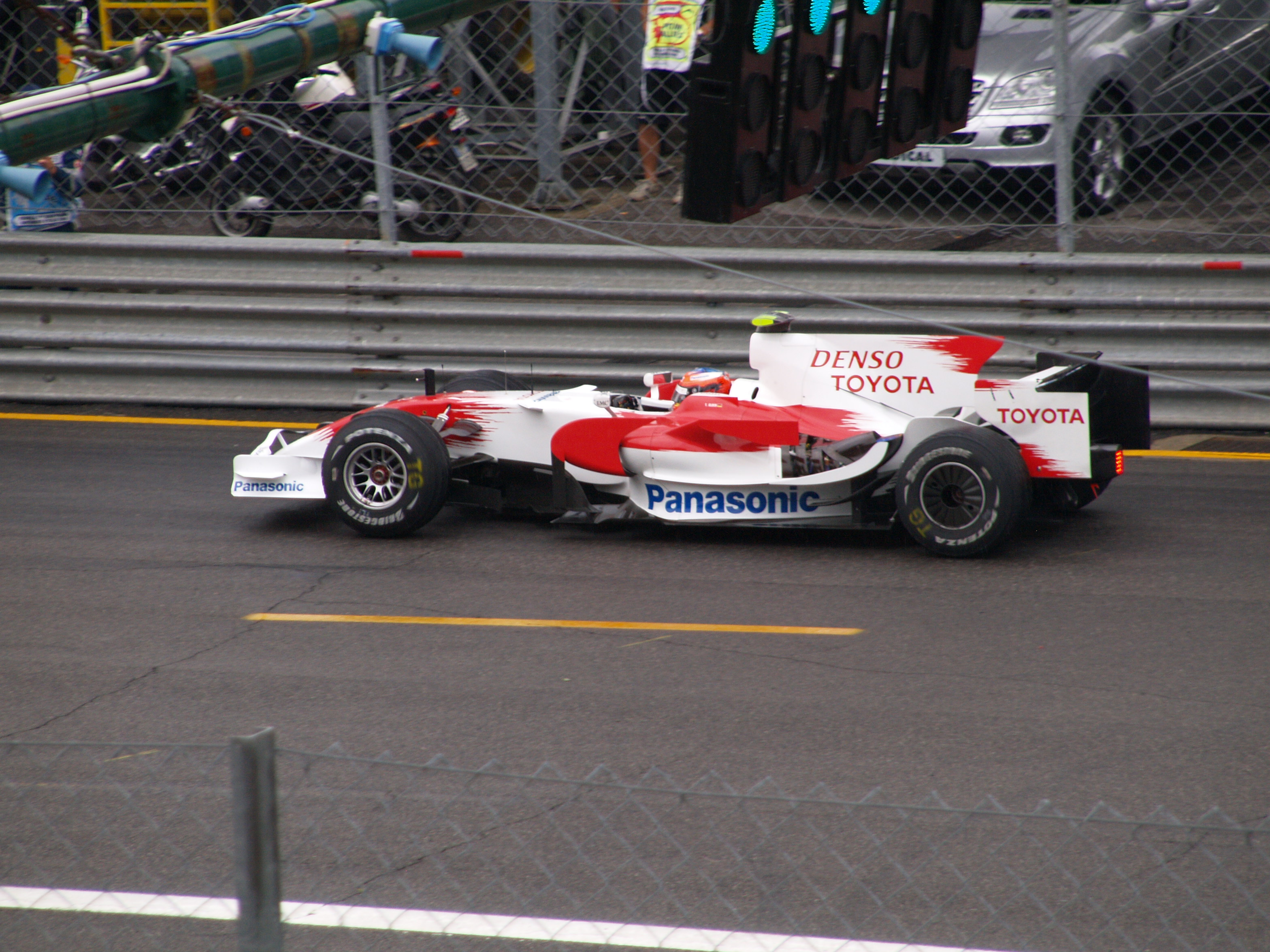
Timo Glock au Grand Prix d'Italie 2008

En 2008, l'équipe se sépare de Ralf Schumacher qui est remplacé par Timo Glock, le vainqueur du GP2 2007,,,. Si la TF108 s'avère plus performante que sa devancière, la saison commence difficilement, avec un double abandon en Australie.
Jarno Trulli termine quatrième en Malaisie puis sixième à Bahreïn et huitième en Espagne. Aucune voiture n'inscrit ensuite de points sur les deux Grands Prix suivants, faisant reculer l'écurie à la septième place du championnat.
Toyota se ressaisit au Canada avec la quatrième place de Timo Glock, qui inscrit ses premiers points de la saison, et la sixième de Trulli. En France, l'Italien monte sur le premier podium de Toyota depuis deux ans. Il termine à la septième place lors du pluvieux Grand Prix de Grande-Bretagne et, comme son coéquipier, ne marque pas de point en Allemagne. L'Allemand connaît d'ailleurs un gros accident au cours de ce Grand Prix après un souci avec sa suspension arrière droite. Après dix Grands Prix, Toyota occupe la quatrième place, avec 25 points, soit un de plus que Red Bull et deux de plus que Renault.
Glock termine deuxième en Hongrie et monte sur son premier podium en Formule 1 alors que Trulli est septième. Après une autre double arrivée dans les points en Europe avec Trulli cinquième et Glock septième, les deux Grands Prix suivants se soldent par des scores vierges alors que Renault progresse. La quatrième place de Glock à Singapour, celle de Trulli au Japon et le départ de ce dernier en première ligne au Brésil n'empêchent pas Toyota d'échouer dans sa quête de la quatrième place. Toyota termine cinquième avec 56 points et deux podiums.
Le moteur client Toyota de Williams, autre que ceux de l'écurie d'usine, a obtenu deux podiums, en Australie et à Singapour, avec Nico Rosberg. Fin 2008, en raison de la crise économique, plusieurs constructeurs japonais (Honda, Kawasaki, Suzuki et Mitsubishi) se retirent de leur discipline. Le nouveau PDG, Akio Toyoda, indique que Toyota fera de même s'il ne gagne pas en 2009.

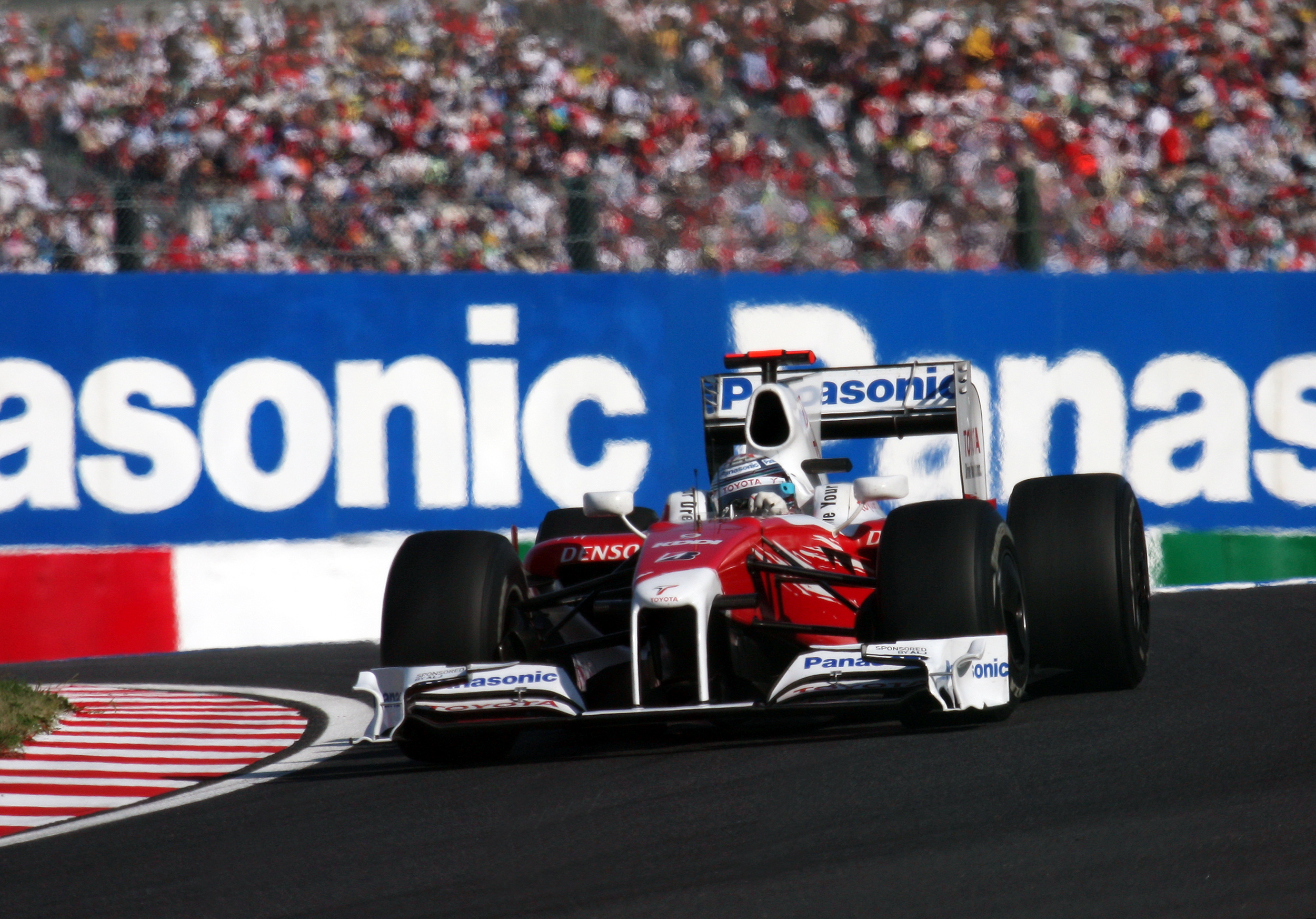
Jarno Trulli signe le dernier podium de Toyota en Formule 1 au Grand Prix du Japon 2009

L'année 2009 commence avec un coup de théâtre : le jour de la présentation de sa monoplace, la TF109, Luca Marmorini, responsable du département moteur depuis l'arrivée de Toyota en F1, annonce son départ de l'écurie. Marmorini, qui ne souhaitait pas gérer le développement du SREC, est remplacé par Kazuo Takeuchi,. Cependant, dès le début de saison, la TF109 est performante et dispose d'un avantage aérodynamique important avec son double diffuseur. À Melbourne, malgré une disqualification le samedi, les Toyota terminent troisième (Trulli) et quatrième (Glock), Toyota accède ainsi à la deuxième place du championnat. Sous la pluie malaisienne, les monoplaces sont à nouveau troisième et quatrième, dans l'ordre inverse. La mi-course passée, Timo Glock, équipé de pneus intermédiaires, roule à un rythme nettement plus élevé que ses rivaux et semble capable d'aller chercher le leader Jenson Button quand la course est arrêtée.
En Chine, seul Glock termine et ramène les points de la septième place, faisant reculer Toyota, qui ne résiste pas au doublé des Red Bull, à la troisième place. À Bahreïn, les deux Toyota sont en première ligne ; Trulli, devant Glock, mènent le début de course mais ne confirment pas, Trulli terminant troisième et Glock septième. Toyota consolide sa troisième place avec 26,5 points et reste au contact de Red Bull, deuxième force du championnat. En Espagne, Trulli est impliqué dans le carambolage du premier tour et Glock ne termine pas dans les points. Avant la pause estivale, seule la quatrième place de Trulli en Turquie est digne des performances des deux premières courses, et après le Grand Prix de Hongrie, dixième manche de la saison, Toyota recule à la quatrième place, avec 38,5 points.
Pour la reprise, à Spa, Trulli, qualifié en première ligne, abandonne au 21e tour sur un problème de freins. Durant trois Grands Prix consécutifs, Toyota n'inscrit pas le moindre point, une série plus vue depuis 2007, ce qui la fait reculer à la cinquième place du championnat.
Les derniers Grands Prix sont un peu plus heureux : Glock finit deuxième à Singapour, tout comme Trulli à Suzuka,, le treizième et dernier podium de Toyota en Formule 1, terni par l'accident de Timo Glock aux essais libres,. L'Allemand doit renoncer à participer aux deux Grands Prix restants, ce qui permet à Kamui Kobayashi de faire ses débuts au Brésil et à Abou Dabi,,,, récompensés par trois points obtenus sur le circuit émirati. Les cinq points inscrits (Trulli ajoutant les deux points de sa septième place) pour ce dernier Grand Prix de la saison sont les derniers de Toyota en F1 : en effet, le 4 novembre 2009, le constructeur japonais annonce son retrait de la Formule 1 pour des raisons économiques,,. 
Toyota conclut sa huitième et dernière saison à la cinquième place avec 59,5 points et cinq podiums. En 139 Grands Prix, Toyota n'a jamais remporté la moindre course. Avec le retrait de Toyota, l'écurie Williams, septième et en progression par rapport à sa huitième place de 2008, se retrouve sans motoriste pour 2010.

## Résultats en championnat du monde de Formule 1
| Saison | Écurie                  | Châssis                    | Moteur     | Pneus       | Pilotes                                                     | Grands Prix disputés | Points inscrits | Classement |
| ------ | ----------------------- | -------------------------- | ---------- | ----------- | ----------------------------------------------------------- | -------------------- | --------------- | ---------- |
| 2002   | Panasonic Toyota Racing | Toyota TF102               | Toyota V10 | Michelin    | Mika Salo Allan McNish                                      | 17                   | 2               | 10e        |
| 2003   | Panasonic Toyota Racing | Toyota TF103               | Toyota V10 | Michelin    | Olivier Panis Cristiano Da Matta                            | 16                   | 16              | 8e         |
| 2004   | Panasonic Toyota Racing | Toyota TF104 Toyota TF104B | Toyota V10 | Michelin    | Olivier Panis Cristiano Da Matta Ricardo Zonta Jarno Trulli | 18                   | 9               | 8e         |
| 2005   | Panasonic Toyota Racing | Toyota TF105 Toyota TF105B | Toyota V10 | Michelin    | Jarno Trulli Ralf Schumacher                                | 18                   | 88              | 4e         |
| 2006   | Panasonic Toyota Racing | Toyota TF106 Toyota TF106B | Toyota V8  | Bridgestone | Jarno Trulli Ralf Schumacher                                | 18                   | 35              | 6e         |
| 2007   | Panasonic Toyota Racing | Toyota TF107               | Toyota V8  | Bridgestone | Jarno Trulli Ralf Schumacher                                | 17                   | 13              | 6e         |
| 2008   | Panasonic Toyota Racing | Toyota TF108               | Toyota V8  | Bridgestone | Jarno Trulli Timo Glock                                     | 18                   | 56              | 5e         |
| 2009   | Panasonic Toyota Racing | Toyota TF109               | Toyota V8  | Bridgestone | Jarno Trulli Timo Glock Kamui Kobayashi                     | 17                   | 59,5            | 5e         |

| Saison                                                                                                | Écurie                  | Châssis      | Moteur     | Pneumatiques | Pilotes            | Courses | Courses | Courses | Courses | Courses | Courses | Courses | Courses | Courses | Courses | Courses | Courses | Courses | Courses | Courses | Courses | Courses | Courses | Courses | Points inscrits | Classement |
| Saison                                                                                                | Écurie                  | Châssis      | Moteur     | Pneumatiques | Pilotes            | 1       | 2       | 3       | 4       | 5       | 6       | 7       | 8       | 9       | 10      | 11      | 12      | 13      | 14      | 15      | 16      | 17      | 18      | 19      | Points inscrits | Classement |
| --- | ----------------------- | ------------ | ---------- | ------------ | ------------------ | ------- | ------- | ------- | ------- | ------- | ------- | ------- | ------- | ------- | ------- | ------- | ------- | ------- | ------- | ------- | ------- | ------- | ------- | ------- | --------------- | ---------- |
| 2002                                                                                                  | Panasonic Toyota Racing | Toyota TF102 | Toyota V10 | Michelin     |                    | AUS     | MAL     | BRÉ     | SMR     | ESP     | AUT     | MON     | CAN     | EUR     | GBR     | FRA     | ALL     | HON     | BEL     | ITA     | USA     | JAP     |         |         | 2               | 10e        |
| 2002                                                                                                  | Panasonic Toyota Racing | Toyota TF102 | Toyota V10 | Michelin     | Mika Salo          | 6e      | 12e     | 6e      | Abd     | 9e      | 8e      | Abd     | Abd     | Abd     | Abd     | Abd     | 9e      | 15e     | 7e      | 11e     | 14e     | 8e      |         |         | 2               | 10e        |
| 2002                                                                                                  | Panasonic Toyota Racing | Toyota TF102 | Toyota V10 | Michelin     | Allan McNish       | Abd     | 7e      | Abd     | Abd     | 8e      | 9e      | Abd     | Abd     | 14e     | Abd     | 11e     | Abd     | 14e     | 9e      | Abd     | 15e     | Np      |         |         | 2               | 10e        |
| 2003                                                                                                  | Panasonic Toyota Racing | Toyota TF103 | Toyota V10 | Michelin     |                    | AUS     | MAL     | BRÉ     | SMR     | ESP     | AUT     | MON     | CAN     | EUR     | FRA     | GBR     | ALL     | HON     | ITA     | USA     | JAP     |         |         |         | 16              | 8e         |
| 2003                                                                                                  | Panasonic Toyota Racing | Toyota TF103 | Toyota V10 | Michelin     | Olivier Panis      | Abd     | Abd     | Abd     | 9       | Abd     | Abd     | 13      | 8       | Abd     | 8       | 11      | 5       | Abd     | Abd     | Abd     | 10      |         |         |         | 16              | 8e         |
| 2003                                                                                                  | Panasonic Toyota Racing | Toyota TF103 | Toyota V10 | Michelin     | Cristiano da Matta | Abd     | 11      | 10      | 12      | 6       | 10      | 9       | 11      | Abd     | 11      | 7       | 6       | 11      | Abd     | 9       | 7       |         |         |         | 16              | 8e         |
| 2004                                                                                                  | Panasonic Toyota Racing | Toyota TF104 | Toyota V10 | Michelin     |                    | AUS     | MAL     | BAH     | SMR     | ESP     | MON     | EUR     | CAN     | USA     | FRA     | GBR     | ALL     | HON     | BEL     | ITA     | CHI     | JAP     | BRÉ     |         | 9               | 8e         |
| 2004                                                                                                  | Panasonic Toyota Racing | Toyota TF104 | Toyota V10 | Michelin     | Cristiano da Matta | 12e     | 9e      | 10e     | Abd     | 13e     | 6e      | Abd     | Dsq     | Abd     | 14e     | 13e     | Abd     |         |         |         |         |         |         |         | 9               | 8e         |
| 2004                                                                                                  | Panasonic Toyota Racing | Toyota TF104 | Toyota V10 | Michelin     | Olivier Panis      | 13e     | 12e     | 9e      | 11e     | Abd     | 8e      | 11e     | Dsq     | 5e      | 15e     | Abd     | 14e     | 11e     | 8e      | Abd     | 14e     | 14e     |         |         | 9               | 8e         |
| 2004                                                                                                  | Panasonic Toyota Racing | Toyota TF104 | Toyota V10 | Michelin     | Ricardo Zonta      |         |         |         |         |         |         |         |         |         |         |         |         | Abd     | 10e     | 11e     | Abd     |         | 13e     |         | 9               | 8e         |
| 2004                                                                                                  | Panasonic Toyota Racing | Toyota TF104 | Toyota V10 | Michelin     | Jarno Trulli       |         |         |         |         |         |         |         |         |         |         |         |         |         |         |         |         | 11e     | 12e     |         | 9               | 8e         |
| 2005                                                                                                  | Panasonic Toyota Racing | Toyota TF105 | Toyota V10 | Michelin     |                    | AUS     | MAL     | BHR     | SMR     | ESP     | MON     | EUR     | CAN     | USA     | FRA     | GBR     | GER     | HUN     | TUR     | ITA     | BEL     | BRA     | JPN     | CHN     | 88              | 4e         |
| 2005                                                                                                  | Panasonic Toyota Racing | Toyota TF105 | Toyota V10 | Michelin     | Ralf Schumacher    | 12e     | 5e      | 4e      | 9e      | 4e      | 6e      | Abd     | 6e      |         | 7e      | 8e      | 6e      | 3e      | 12e     | 7e      | 7e      | 8e      | 8e      | 3e      | 88              | 4e         |
| 2005                                                                                                  | Panasonic Toyota Racing | Toyota TF105 | Toyota V10 | Michelin     | Jarno Trulli       | 9e      | 2e      | 2e      | 5e      | 3e      | 10e     | 8e      | Abd     | Np      | 5e      | 9e      | 14e     | 4e      | 6e      | 5e      | Abd     | 13e     | Abd     | 15e     | 88              | 4e         |
| 2005                                                                                                  | Panasonic Toyota Racing | Toyota TF105 | Toyota V10 | Michelin     | Ricardo Zonta      |         |         |         |         |         |         |         |         | Np      |         |         |         |         |         |         |         |         |         |         | 88              | 4e         |
| 2006                                                                                                  | Panasonic Toyota Racing | Toyota TF106 | Toyota V8  | Bridgestone  |                    | BAH     | MAL     | AUS     | SMR     | EUR     | ESP     | MON     | GBR     | CAN     | USA     | FRA     | ALL     | HON     | TUR     | ITA     | CHI     | JAP     | BRÉ     |         | 35              | 6e         |
| 2006                                                                                                  | Panasonic Toyota Racing | Toyota TF106 | Toyota V8  | Bridgestone  | Ralf Schumacher    | 14e     | 8e      | 3e      | 9e      | Abd     | Abd     | 8e      | Abd     | Abd     | Abd     | 4e      | 9e      | 6e      | 7e      | 15e     | Abd     | 7e      | Abd     |         | 35              | 6e         |
| 2006                                                                                                  | Panasonic Toyota Racing | Toyota TF106 | Toyota V8  | Bridgestone  | Jarno Trulli       | 16e     | 9e      | Abd     | Abd     | 9e      | 10e     | 17e     | 11e     | 6e      | 4e      | Abd     | 7e      | 12e     | 9e      | 7e      | Abd     | 6e      | Abd     |         | 35              | 6e         |
| 2007                                                                                                  | Panasonic Toyota Racing | Toyota TF107 | Toyota V8  | Bridgestone  |                    | AUS     | MAL     | BAH     | ESP     | MON     | CAN     | USA     | FRA     | GBR     | EUR     | HON     | TUR     | ITA     | BEL     | JAP     | CHI     | BRÉ     |         |         | 13              | 6e         |
| 2007                                                                                                  | Panasonic Toyota Racing | Toyota TF107 | Toyota V8  | Bridgestone  | Ralf Schumacher    | 8e      | 15e     | 12e     | Abd     | 16e     | 8e      | Abd     | 10e     | Abd     | Abd     | 6e      | 12e     | 15e     | 10e     | Abd     | Abd     | 11e     |         |         | 13              | 6e         |
| 2007                                                                                                  | Panasonic Toyota Racing | Toyota TF107 | Toyota V8  | Bridgestone  | Jarno Trulli       | 9e      | 7e      | 7e      | Abd     | 15e     | Abd     | 6e      | Abd     | Abd     | 13e     | 10e     | 16e     | 11e     | 11e     | 13e     | 13e     | 8e      |         |         | 13              | 6e         |
| 2008                                                                                                  | Panasonic Toyota Racing | Toyota TF108 | Toyota V8  | Bridgestone  |                    | AUS     | MAL     | BAH     | ESP     | TUR     | MON     | CAN     | FRA     | GBR     | ALL     | HON     | EUR     | BEL     | ITA     | SIN     | JAP     | CHI     | BRÉ     |         | 56              | 5e         |
| 2008                                                                                                  | Panasonic Toyota Racing | Toyota TF108 | Toyota V8  | Bridgestone  | Jarno Trulli       | Abd     | 4e      | 6e      | 8e      | 10e     | 13e     | 6e      | 3e      | 7e      | 9e      | 7e      | 5e      | 16e     | 13e     | Abd     | 5e      | Abd     | 8e      |         | 56              | 5e         |
| 2008                                                                                                  | Panasonic Toyota Racing | Toyota TF108 | Toyota V8  | Bridgestone  | Timo Glock         | Abd     | Abd     | 9e      | 11e     | 13e     | 12e     | 4e      | 11e     | 12e     | Abd     | 2e      | 7e      | 9e      | 11e     | 4e      | Abd     | 7e      | 6e      |         | 56              | 5e         |
| 2009                                                                                                  | Panasonic Toyota Racing | Toyota TF109 | Toyota V8  | Bridgestone  |                    | AUS     | MAL *   | CHI     | BAH     | ESP     | MON     | TUR     | GBR     | ALL     | HON     | EUR     | BEL     | ITA     | SIN     | JAP     | BRÉ     | ABU     |         |         | 59,5            | 5e         |
| 2009                                                                                                  | Panasonic Toyota Racing | Toyota TF109 | Toyota V8  | Bridgestone  | Jarno Trulli       | 3e      | 4e      | Abd     | 3e      | Abd     | 13e     | 4e      | 7e      | 17e     | 8e      | 13e     | Abd     | 14e     | 12e     | 2e      | Abd     | 7e      |         |         | 59,5            | 5e         |
| 2009                                                                                                  | Panasonic Toyota Racing | Toyota TF109 | Toyota V8  | Bridgestone  | Timo Glock         | 4e      | 3e      | 7e      | 7e      | 10e     | 10e     | 8e      | 9e      | 9e      | 6e      | 14e     | 10e     | 11e     | 2e      | Np      |         |         |         |         | 59,5            | 5e         |
| 2009                                                                                                  | Panasonic Toyota Racing | Toyota TF109 | Toyota V8  | Bridgestone  | Kamui Kobayashi    |         |         |         |         |         |         |         |         |         |         |         |         |         |         |         | 9e      | 6e      |         |         | 59,5            | 5e         |
| Légende                                                                                               |                         |              |            |              |                    |         |         |         |         |         |         |         |         |         |         |         |         |         |         |         |         |         |         |         |                 |            |
| Légende : ici                                                                                         |                         |              |            |              |                    |         |         |         |         |         |         |         |         |         |         |         |         |         |         |         |         |         |         |         |                 |            |
| - * : La moitié des points a été distribuée car moins de 75 % de la distance prévue ont été couverts. |                         |              |            |              |                    |         |         |         |         |         |         |         |         |         |         |         |         |         |         |         |         |         |         |         |                 |            |

## Palmarès des pilotes de Toyota F1 Team
| Pilotes            | Grand Prix disputés | Victoires | Podiums | Points inscrits | Pole positions | Meilleur tour en course |
| ------------------ | ------------------- | --------- | ------- | --------------- | -------------- | ----------------------- |
| Jarno Trulli       | 94                  | 0         | 7       | 119,5           | 2              | 1                       |
| Ralf Schumacher    | 53                  | 0         | 3       | 70              | 1              | 1                       |
| Olivier Panis      | 37                  | 0         | 0       | 12              | 0              | 0                       |
| Timo Glock         | 33                  | 0         | 3       | 49              | 0              | 1                       |
| Cristiano Da Matta | 27                  | 0         | 0       | 13              | 0              | 0                       |
| Mika Salo          | 17                  | 0         | 0       | 2               | 0              | 0                       |
| Allan McNish       | 17                  | 0         | 0       | 0               | 0              | 0                       |
| Ricardo Zonta      | 5                   | 0         | 0       | 0               | 0              | 0                       |
| Kamui Kobayashi    | 2                   | 0         | 0       | 3               | 0              | 0                       |